# Innerkartlien
Innerkartlien (georgisch შიდა ქართლი, Schida Kartli; vollständig შიდა ქართლის მხარე, Schida Kartlis Mchare) ist eine Region in Georgien. Hauptstadt der Region ist Gori. Innerkartlien ist in sechs Munizipalitäten (munizipaliteti) unterteilt, die nach ihren Verwaltungssitzen Chaschuri, Dschawa, Gori, Kareli, Kaspi und Zchinwali benannt sind. Die Region hat 254.100 Einwohner (Stand: 2021). 2014 betrug die Einwohnerzahl 263.382.

## Der Konflikt in Südossetien

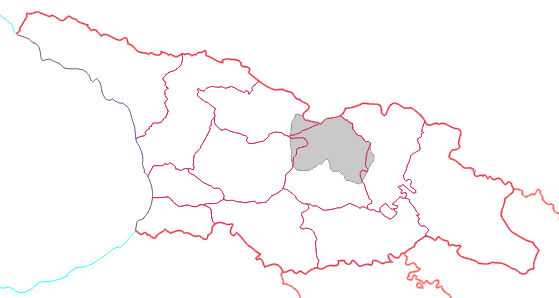
Lage Südossetiens in Georgien

Größtenteils auf dem Gebiet Innerkartlien liegt die seit 1922 autonome, 1990 in der Periode des Zerfalls der Sowjetunion proklamierte Republik Südossetien. Mehrheitlich von Osseten bewohnt, strebt Südossetien die staatliche Loslösung von Georgien beziehungsweise den Anschluss an die russische Teilrepublik Nordossetien-Alanien an. Südossetien war lange international nicht anerkannt, aber im Zuge des Kaukasuskrieges 2008 erfolgte am 26. August 2008 die Anerkennung als unabhängiger Staat durch Russland (gleichzeitig mit der Anerkennung Abchasiens), sowie später durch einige andere Staaten. Etwa 95 Prozent der Südosseten besitzen die russische Staatsbürgerschaft, welche sie seit dem Zerfall der UdSSR und der Unabhängigkeit von Georgien erwerben konnten.
Infolge des Konflikts liegen Teile der Munizipalitäten Innerkartliens nicht im Einflussbereich der georgischen Regierung, sondern werden von Südossetien in Form teils abweichend zugeschnittener Verwaltungseinheiten geführt: das Territorium der Munizipalität Dschawa als Teil des Rajons Dsau, der nördliche Teil der Munizipalität Gori und Zchinwali als Rajon Zchinwal, der nördliche Teil der Munizipalität Kareli als Rajon Snaur.

## Klima
Das Klima Innerkartliens ist gemäßigt. Die Temperatur beträgt im Jahresdurchschnitt 11 °C, die durchschnittliche jährliche Niederschlagsmenge 585 mm.

## Bekannte Personen aus Innerkartlien
- Josef Stalin, Politiker (geboren in Gori)
- Giorgi Kandelaki, Boxer
- Aleksi Matschawariani, Komponist
- Sulchan Zinzadse, Komponist